# Torneios WTA Premier 5
O WTA Premier 5 encabeçou a série de eventos introduzida pela Associação de Tênis Feminino (WTA) em 2009, que durou até 2020.
Foi composto por cinco eventos – por isso "5" no nome. O único que aconteceu em todos os anos na mesma cidade foi Roma. Cincinnati também completou doze anos, mas em 2020 precisou ser deslocado para Nova York por conta da pandemia de COVID-19, para que as jogadoras pudessem disputar ele e o US Open no mesmo local, mantendo-se na bolha sanitária. 
Dois eventos seguiram a lógica de revezamento: no Canadá, o WTA aconteceu em Toronto nos anos pares e em Montreal nos ímpares; no Oriente Médio, Dubai assumiu os primeiros três anos. A partir de 2012, somente nos anos ímpares, enquanto Doha se deu nos pares.
A mudança propriamente dita ocorreu apenas em Tóquio, que pertencia a esta categoria até 2013. Wuhan foi introduzido em 2014 e foi até 2019.
Durante a pandemia de COVID-19, somente três foram disputados: Doha, por ter ocorrido antes do isolamento global; Cincinnati e Roma, em condições extraordinárias, no segundo semestre.
Doze anos depois, a Associação a Associação reformulou o sistema, visando aproximá-lo do conhecido na Associação de Tenistas Profissionais (ATP). O Premier 5 migrou para parte do que se tornou o WTA 1000, mas sem a obrigatoriedade de disputa do Premier Mandatory.

## Eventos

### 2020
| Semana | Cidade    | País           | Nome comercial              | Piso   | Campeã                                  | Campeãs                                 |
| ------ | --------- | -------------- | --------------------------- | ------ | --------------------------------------- | --------------------------------------- |
| 8      | Doha      | Catar          | Qatar Total Open            | duro   | Aryna Sabalenka                         | Hsieh Su-wei Barbora Strýcová           |
| 32     | Montreal  | Canadá         | Coupe Rogers                | duro   | Cancelado devido à pandemia de COVID-19 | Cancelado devido à pandemia de COVID-19 |
| 34     | Nova York | Estados Unidos | Western & Southern Open     | duro   | Victoria Azarenka                       | Květa Peschke Demi Schuurs              |
| 37     | Roma      | Itália         | Internazionali BNL d'Italia | saibro | Simona Halep                            | Hsieh Su-wei Barbora Strýcová           |
| 42     | Wuhan     | China          | Wuhan Open                  | duro   | Cancelado devido à pandemia de COVID-19 | Cancelado devido à pandemia de COVID-19 |

### 2019
| Semana | Cidade     | País                   | Nome comercial                       | Piso   | Campeã            | Campeãs                               |
| ------ | ---------- | ---------------------- | ------------------------------------ | ------ | ----------------- | ------------------------------------- |
| 8      | Dubai      | Emirados Árabes Unidos | Dubai Duty Free Tennis Championships | duro   | Belinda Bencic    | Hsieh Su-wei Barbora Strýcová         |
| 20     | Roma       | Itália                 | Internazionali BNL d'Italia          | saibro | Karolína Plíšková | Victoria Azarenka Ashleigh Barty      |
| 32     | Toronto    | Canadá                 | Rogers Cup                           | duro   | Bianca Andreescu  | Barbora Krejčíková Kateřina Siniaková |
| 33     | Cincinnati | Estados Unidos         | Western & Southern Open              | duro   | Madison Keys      | Lucie Hradecká Andreja Klepač         |
| 39     | Wuhan      | China                  | Dongfeng Motor Wuhan Open            | duro   | Aryna Sabalenka   | Duan Yingying Veronika Kudermetova    |

### 2018
| Semana | Cidade     | País           | Nome comercial              | Piso   | Campeã          | Campeãs                             |
| ------ | ---------- | -------------- | --------------------------- | ------ | --------------- | ----------------------------------- |
| 7      | Doha       | Catar          | Qatar Total Open            | duro   | Petra Kvitová   | Gabriela Dabrowski Jeļena Ostapenko |
| 20     | Roma       | Itália         | Internazionali BNL d'Italia | saibro | Elina Svitolina | Ashleigh Barty Demi Schuurs         |
| 32     | Montreal   | Canadá         | Coupe Rogers                | duro   | Simona Halep    | Ashleigh Barty Demi Schuurs         |
| 33     | Cincinnati | Estados Unidos | Western & Southern Open     | duro   | Kiki Bertens    | Lucie Hradecká Ekaterina Makarova   |
| 39     | Wuhan      | China          | Dongfeng Motor Wuhan Open   | duro   | Aryna Sabalenka | Elise Mertens Demi Schuurs          |

### 2017
| Semana | Cidade     | País                   | Nome comercial                       | Piso   | Campeã           | Campeãs                          |
| ------ | ---------- | ---------------------- | ------------------------------------ | ------ | ---------------- | -------------------------------- |
| 8      | Dubai      | Emirados Árabes Unidos | Dubai Duty Free Tennis Championships | duro   | Elina Svitolina  | Ekaterina Makarova Elena Vesnina |
| 20     | Roma       | Itália                 | Internazionali BNL d'Italia          | saibro | Elina Svitolina  | Chan Yung-jan Martina Hingis     |
| 32     | Toronto    | Canadá                 | Rogers Cup                           | duro   | Elina Svitolina  | Ekaterina Makarova Elena Vesnina |
| 33     | Cincinnati | Estados Unidos         | Western & Southern Open              | duro   | Garbiñe Muguruza | Chan Yung-jan Martina Hingis     |
| 39     | Wuhan      | China                  | Dongfeng Motor Wuhan Open            | duro   | Caroline Garcia  | Chan Yung-jan Martina Hingis     |

### 2016
| Semana | Cidade     | País           | Nome comercial              | Piso   | Campeã               | Campeãs                              |
| ------ | ---------- | -------------- | --------------------------- | ------ | -------------------- | ------------------------------------ |
| 8      | Doha       | Catar          | Qatar Total Open            | duro   | Carla Suárez Navarro | Chan Hao-ching Chan Yung-jan         |
| 19     | Roma       | Itália         | Internazionali BNL d'Italia | saibro | Serena Williams      | Martina Hingis Sania Mirza           |
| 30     | Montreal   | Canadá         | Coupe Rogers                | duro   | Simona Halep         | Ekaterina Makarova Elena Vesnina     |
| 33     | Cincinnati | Estados Unidos | Western & Southern Open     | duro   | Karolína Plíšková    | Sania Mirza Barbora Strýcová         |
| 39     | Wuhan      | China          | Dongfeng Motor Wuhan Open   | duro   | Petra Kvitová        | Bethanie Mattek-Sands Lucie Šafářová |

### 2015
| Semana | Cidade     | País                   | Nome comercial                       | Piso   | Campeã          | Campeãs                              |
| ------ | ---------- | ---------------------- | ------------------------------------ | ------ | --------------- | ------------------------------------ |
| 7      | Dubai      | Emirados Árabes Unidos | Dubai Duty Free Tennis Championships | duro   | Simona Halep    | Tímea Babos Kristina Mladenovic      |
| 19     | Roma       | Itália                 | Internazionali BNL d'Italia          | saibro | Maria Sharapova | Tímea Babos Kristina Mladenovic      |
| 32     | Toronto    | Canadá                 | Rogers Cup                           | duro   | Belinda Bencic  | Bethanie Mattek-Sands Lucie Šafářová |
| 33     | Cincinnati | Estados Unidos         | Western & Southern Open              | duro   | Serena Williams | Chan Hao-ching Chan Yung-jan         |
| 39     | Wuhan      | China                  | Dongfeng Motor Wuhan Open            | duro   | Venus Williams  | Martina Hingis Sania Mirza           |

### 2014
| Semana | Cidade     | País           | Nome comercial              | Piso   | Campeã              | Campeãs                          |
| ------ | ---------- | -------------- | --------------------------- | ------ | ------------------- | -------------------------------- |
| 7      | Doha       | Catar          | Qatar Total Open            | duro   | Simona Halep        | Hsieh Su-wei Peng Shuai          |
| 20     | Roma       | Itália         | Internazionali BNL d'Italia | saibro | Serena Williams     | Květa Peschke Katarina Srebotnik |
| 32     | Montreal   | Canadá         | Coupe Rogers                | duro   | Agnieszka Radwańska | Sara Errani Roberta Vinci        |
| 33     | Cincinnati | Estados Unidos | Western & Southern Open     | duro   | Serena Williams     | Raquel Kops-Jones Abigail Spears |
| 39     | Wuhan      | China          | Dongfeng Motor Wuhan Open   | duro   | Petra Kvitová       | Martina Hingis Flavia Pennetta   |

### 2013
| Semana | Cidade     | País           | Nome comercial              | Piso   | Campeã            | Campeãs                            |
| ------ | ---------- | -------------- | --------------------------- | ------ | ----------------- | ---------------------------------- |
| 7      | Doha       | Catar          | Qatar Total Open            | duro   | Victoria Azarenka | Sara Errani Roberta Vinci          |
| 20     | Roma       | Itália         | Internazionali BNL d'Italia | saibro | Serena Williams   | Hsieh Su-wei Peng Shuai            |
| 32     | Toronto    | Canadá         | Rogers Cup                  | duro   | Serena Williams   | Jelena Janković Katarina Srebotnik |
| 33     | Cincinnati | Estados Unidos | Western & Southern Open     | duro   | Victoria Azarenka | Hsieh Su-wei Peng Shuai            |
| 39     | Tóquio     | Japão          | Toray Pan Pacific Open      | duro   | Petra Kvitová     | Cara Black Sania Mirza             |

### 2012
| Semana | Cidade     | País           | Nome comercial              | Piso   | Campeã            | Campeãs                                  |
| ------ | ---------- | -------------- | --------------------------- | ------ | ----------------- | ---------------------------------------- |
| 7      | Doha       | Catar          | Qatar Total Open            | duro   | Victoria Azarenka | Liezel Huber Lisa Raymond                |
| 20     | Roma       | Itália         | Internazionali BNL d'Italia | saibro | Maria Sharapova   | Sara Errani Roberta Vinci                |
| 32     | Montreal   | Canadá         | Coupe Rogers                | duro   | Petra Kvitová     | Klaudia Jans-Ignacik Kristina Mladenovic |
| 33     | Cincinnati | Estados Unidos | Western & Southern Open     | duro   | Li Na             | Andrea Hlaváčková Lucie Hradecká         |
| 39     | Tóquio     | Japão          | Toray Pan Pacific Open      | duro   | Nadia Petrova     | Raquel Kops-Jones Abigail Spears         |

### 2011
| Semana | Cidade     | País                   | Nome comercial                       | Piso   | Campeã              | Campeãs                                  |
| ------ | ---------- | ---------------------- | ------------------------------------ | ------ | ------------------- | ---------------------------------------- |
| 7      | Dubai      | Emirados Árabes Unidos | Dubai Duty Free Tennis Championships | duro   | Caroline Wozniacki  | Liezel Huber María José Martínez Sánchez |
| 19     | Roma       | Itália                 | Internazionali BNL d'Italia          | saibro | Maria Sharapova     | Peng Shuai Zheng Jie                     |
| 32     | Toronto    | Canadá                 | Rogers Cup                           | duro   | Serena Williams     | Liezel Huber Lisa Raymond                |
| 33     | Cincinnati | Estados Unidos         | Western & Southern Open              | duro   | Maria Sharapova     | Vania King Yaroslava Shvedova            |
| 39     | Tóquio     | Japão                  | Toray Pan Pacific Open               | duro   | Agnieszka Radwańska | Liezel Huber Lisa Raymond                |

### 2010
| Semana | Cidade     | País                   | Nome comercial                      | Piso   | Campeã                      | Campeãs                                            |
| ------ | ---------- | ---------------------- | ----------------------------------- | ------ | --------------------------- | -------------------------------------------------- |
| 7      | Dubai      | Emirados Árabes Unidos | Barclays Dubai Tennis Championships | duro   | Venus Williams              | Nuria Llagostera Vives María José Martínez Sánchez |
| 18     | Roma       | Itália                 | Internazionali BNL d'Italia         | saibro | María José Martínez Sánchez | Gisela Dulko Flavia Pennetta                       |
| 32     | Cincinnati | Estados Unidos         | W&S Financial Group Women's Open    | duro   | Kim Clijsters               | Victoria Azarenka Maria Kirilenko                  |
| 33     | Montreal   | Canadá                 | Coupe Rogers                        | duro   | Caroline Wozniacki          | Gisela Dulko Flavia Pennetta                       |
| 39     | Tóquio     | Japão                  | Toray Pan Pacific Open              | duro   | Caroline Wozniacki          | Iveta Benešová Barbora Záhlavová-Strýcová          |

### 2009
| Semana | Cidade     | País                   | Nome comercial                      | Piso   | Campeã           | Campeãs                                            |
| ------ | ---------- | ---------------------- | ----------------------------------- | ------ | ---------------- | -------------------------------------------------- |
| 7      | Dubai      | Emirados Árabes Unidos | Barclays Dubai Tennis Championships | duro   | Venus Williams   | Cara Black Liezel Huber                            |
| 18     | Roma       | Itália                 | Internazionali BNL d'Italia         | saibro | Dinara Safina    | Hsieh Su-wei Peng Shuai                            |
| 32     | Cincinnati | Estados Unidos         | W&S Financial Group Women's Open    | duro   | Jelena Janković  | Cara Black Liezel Huber                            |
| 33     | Toronto    | Canadá                 | Rogers Cup                          | duro   | Elena Dementieva | Nuria Llagostera Vives María José Martínez Sánchez |
| 39     | Tóquio     | Japão                  | Toray Pan Pacific Open              | duro   | Maria Sharapova  | Alisa Kleybanova Francesca Schiavone               |